# Elderslie
Elderslie (Schots-Gaelisch: Achadh na Feàrna; Schots: Ellerslie) is een dorp in de Schotse council Renfrewshire in het historisch graafschap Renfrewshire in de buurt van Paisley en Johnstone, waarvoor het een forensendorp is.

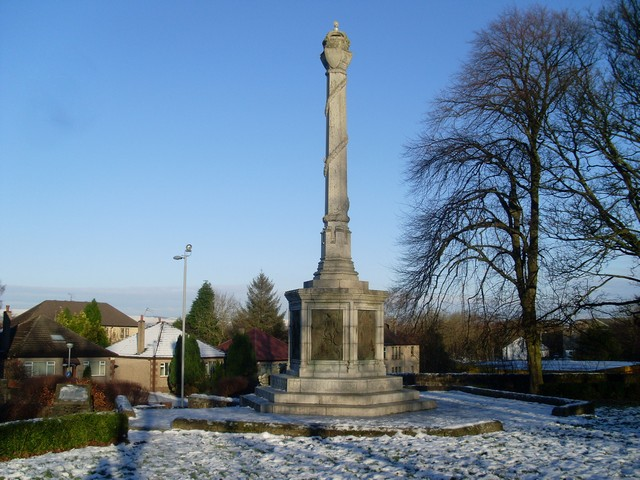
Wallace monument

Elderslie is vooral bekend als de veronderstelde geboorteplaats van de Schotse held Sir William Wallace. Deze ridder werd rond 1270 geboren en was de leider van de Schotten in de Schotse onafhankelijkheidsoorlogen tegen de Engelsen. In het dorp is een monument voor hem, op de plaats waar zijn huis, Elderslie Castle, gestaan zou hebben.

## Geboren
- William Wallace (circa 1272-1305), Schots onafhankelijkheidsstrijder
- Richard Madden (1986), acteur